# Gastrinodes bitaeniaria
Gastrinodes bitaeniaria är en fjärilsart som beskrevs av Le Guillou 1841. Gastrinodes bitaeniaria ingår i släktet Gastrinodes och familjen mätare. Inga underarter finns listade i Catalogue of Life.

## Bildgalleri

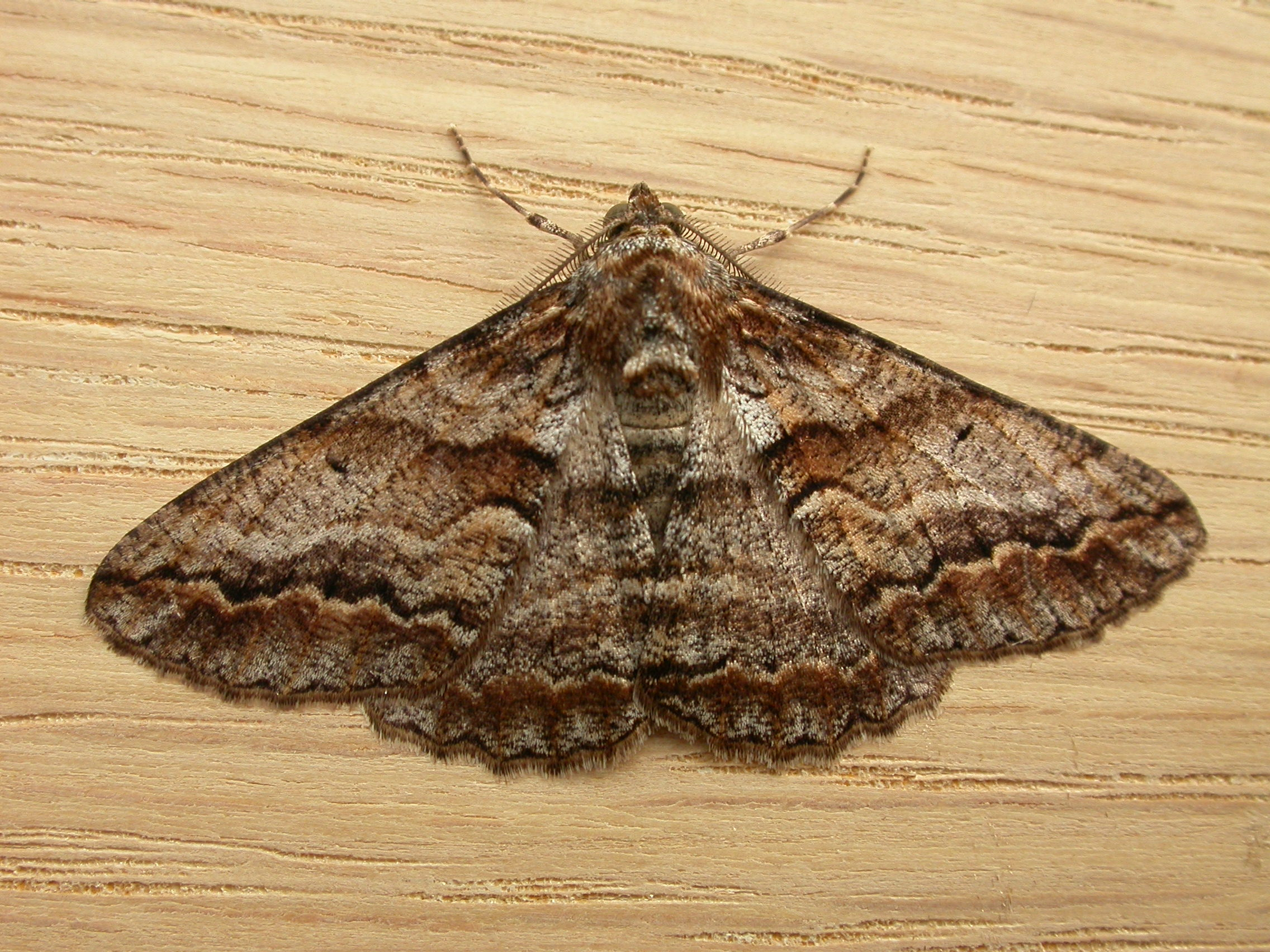
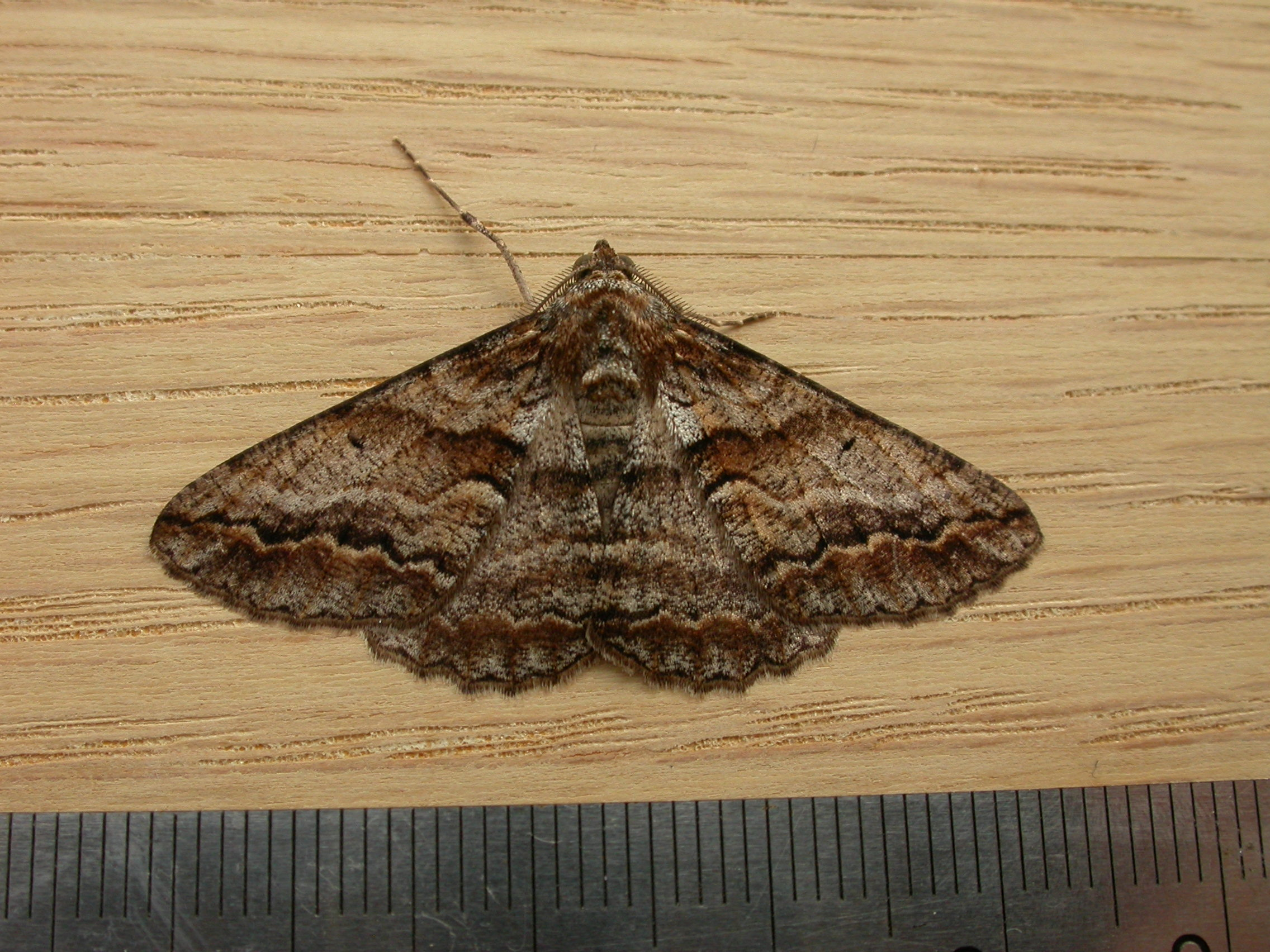
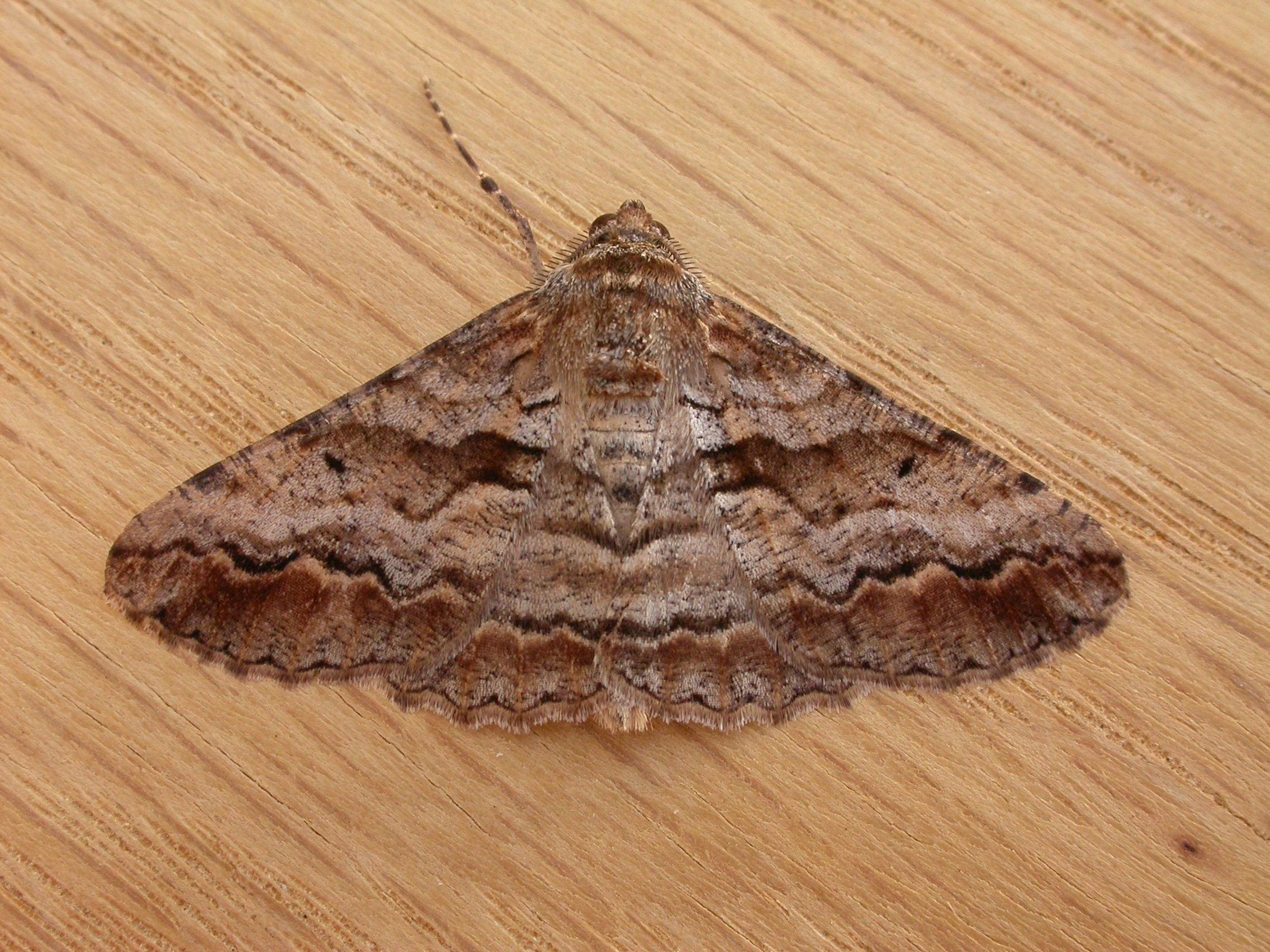
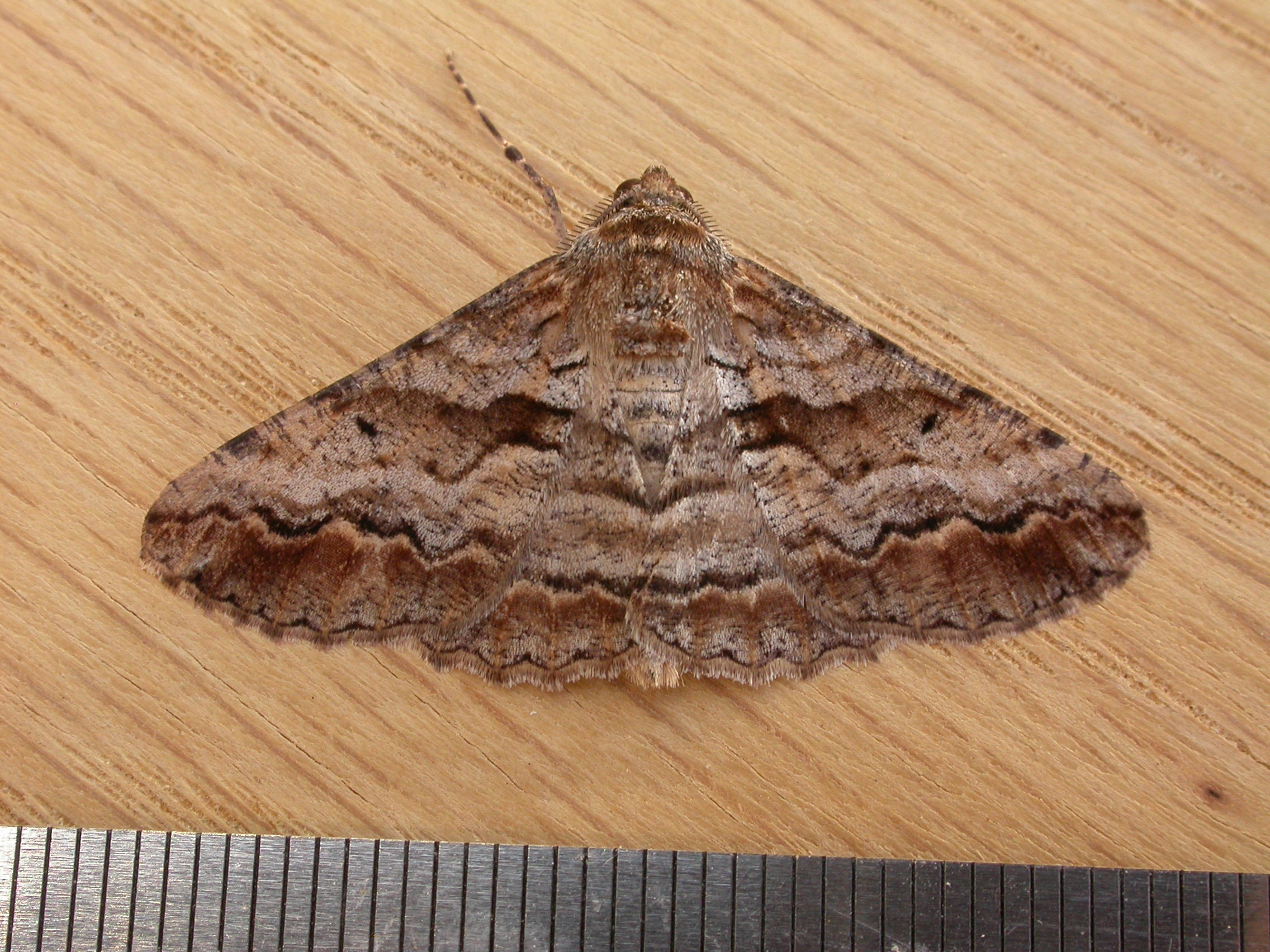